# ヒリヒリの花
「ヒリヒリの花」（ヒリヒリのはな）は、日本の女性アイドルグループAKB48の派生ユニット・Not yetの楽曲。作詞は秋元康、作曲は高田暁が担当した。2013年9月25日にユニットの5作目のシングルとして日本コロムビア（Futureレーベル）から発売された。

## 背景とリリース
前作「西瓜BABY」から1年4か月ぶりにリリースされたシングルである。
楽曲のシングルCDは4種の通常盤（Type-A,B,C,D）がリリースされた。Type-A,B,Cにはそれぞれ収録内容の異なるDVDが付属している。特典として、4種とも初回プレス分のみコネクティングカード（イベント参加応募券、特典コンテンツ試聴券）が封入されている。各タイプの3曲目はNot yetのメンバーそれぞれのセンター曲となっており、ジャケット写真も、それに合わせた趣向となっている。Type-Dのカップリング曲である「見えない空はいつでも青い」は、Not yet名義ではなく、Yui Yokoyama with friends (from AKB48) としてAKB48から選ばれたメンバーが歌唱している。
キャッチコピーは「ヒリヒリの数だけ、人は強くなる」。
楽曲は常盤薬品工業「なめらか本舗 豆乳イソフラボン」CMソングに使用された。

## イベント
2013年10月13日に『〜Not yet HALLOWEEN〜』の名でパシフィコ横浜 国立大ホールにて、下記の3種類のイベントを開催した。
- 【発売記念プレミアムイベント】：スペシャルLIVE
- 【発売記念個別イベント】：個別お渡し会
- 【発売記念2ショットチェキ撮影会】：2ショットチェキ撮影会

いずれも初回プレス盤に付属のコネクティングカードでの応募・抽選による招待制。

## チャート成績
「ヒリヒリの花」のシングルCDは、2013年10月7日付オリコン週間シングルチャートにおいて初登場で1位にランクインした。同チャートにおけるNot yetのシングルCDの1位獲得は前作「西瓜BABY」から2作連続・通算4作目となった。初動売上は約10.8万枚となった。

## シングル収録トラック

### 通常盤Type-A
| 全作詞: 秋元康。 |                                               |           |            |                |      |
| #                | タイトル                                      | 作詞      | 作曲       | 編曲           | 時間 |
| 1.               | 「ヒリヒリの花」                              | 秋元康    | 高田暁     | 野中“まさ”雄一 | 5:02 |
| 2.               | 「次のピアス」                                | 秋元康    | 川島有真   | 板垣祐介       | 4:08 |
| 3.               | 「もしも、手を繋いでいたら」                  | 秋元康    | 吉木絵里子 | 野中“まさ”雄一 | 4:34 |
| 4.               | 「ヒリヒリの花 (off vocal ver.)」             | 秋元康    |            |                |      |
| 5.               | 「次のピアス (off vocal ver.)」               | 秋元康    |            |                |      |
| 6.               | 「もしも、手を繋いでいたら (off vocal ver.)」 | 秋元康    |            |                |      |
| 合計時間:        | 合計時間:                                     | 合計時間: | 合計時間:  | 13:44          |      |

| #  | タイトル                                         | 作詞 | 作曲・編曲 |
| -- | ------------------------------------------------ | ---- | ---------- |
| 1. | 「「ヒリヒリの花」Music Clip」                   |      |            |
| 2. | 「特典映像「ヒリヒリアルバイト」大島編・北原編」 |      |            |

### 通常盤Type-B
| 全作詞: 秋元康。 |                                         |           |           |                |      |
| #                | タイトル                                | 作詞      | 作曲      | 編曲           | 時間 |
| 1.               | 「ヒリヒリの花」                        | 秋元康    | 高田暁    | 野中“まさ”雄一 |      |
| 2.               | 「次のピアス」                          | 秋元康    | 川島有真  | 板垣祐介       |      |
| 3.               | 「爆発プロフェッサー」                  | 秋元康    | 加藤大和  | 佐々木裕       | 4:16 |
| 4.               | 「ヒリヒリの花 (off vocal ver.)」       | 秋元康    |           |                |      |
| 5.               | 「次のピアス (off vocal ver.)」         | 秋元康    |           |                |      |
| 6.               | 「爆発プロフェッサー (off vocal ver.)」 | 秋元康    |           |                |      |
| 合計時間:        | 合計時間:                               | 合計時間: | 合計時間: | 4:16           |      |

| #  | タイトル                                         | 作詞 | 作曲・編曲 |
| -- | ------------------------------------------------ | ---- | ---------- |
| 1. | 「「ヒリヒリの花」Music Clip」                   |      |            |
| 2. | 「「ヒリヒリの花」メイキング」                   |      |            |
| 3. | 「特典映像「ヒリヒリアルバイト」指原編・横山編」 |      |            |

### 通常盤Type-C
| 全作詞: 秋元康。 |                                         |           |           |                |      |
| #                | タイトル                                | 作詞      | 作曲      | 編曲           | 時間 |
| 1.               | 「ヒリヒリの花」                        | 秋元康    | 高田暁    | 野中“まさ”雄一 |      |
| 2.               | 「次のピアス」                          | 秋元康    | 川島有真  | 板垣祐介       |      |
| 3.               | 「ささやかな僕の抵抗」                  | 秋元康    | 木村有希  | 増田武史       | 3:38 |
| 4.               | 「ヒリヒリの花 (off vocal ver.)」       | 秋元康    |           |                |      |
| 5.               | 「次のピアス (off vocal ver.)」         | 秋元康    |           |                |      |
| 6.               | 「ささやかな僕の抵抗 (off vocal ver.)」 | 秋元康    |           |                |      |
| 合計時間:        | 合計時間:                               | 合計時間: | 合計時間: | 3:38           |      |

| #  | タイトル                           | 作詞 | 作曲・編曲 |
| -- | ---------------------------------- | ---- | ---------- |
| 1. | 「「ヒリヒリの花」Music Clip」     |      |            |
| 2. | 「「西瓜BABY」プレミアムイベント」 |      |            |

### 通常盤Type-D
| 全作詞: 秋元康。 |                                                                      |           |           |                |      |
| #                | タイトル                                                             | 作詞      | 作曲      | 編曲           | 時間 |
| 1.               | 「ヒリヒリの花」                                                     | 秋元康    | 高田暁    | 野中“まさ”雄一 |      |
| 2.               | 「次のピアス」                                                       | 秋元康    | 川島有真  | 板垣祐介       |      |
| 3.               | 「見えない空はいつでも青い」(Yui Yokoyama with friends (from AKB48)) | 秋元康    | 福田貴訓  | 板垣祐介       | 3:38 |
| 4.               | 「ヒリヒリの花 (off vocal ver.)」                                    | 秋元康    |           |                |      |
| 5.               | 「次のピアス (off vocal ver.)」                                      | 秋元康    |           |                |      |
| 6.               | 「見えない空はいつでも青い (off vocal ver.)」                        | 秋元康    |           |                |      |
| 合計時間:        | 合計時間:                                                            | 合計時間: | 合計時間: | 3:38           |      |